# Took Her to the O
«Took Her to the O» — сингл американського репера King Von з його другого мікстейпу Levon James, виданий 21 лютого 2020 р. на лейблах Only the Family та Empire Distribution. Є однією з найпопулярніших пісень виконавця. Посіла 47-му сходинку Billboard Hot 100 після його смерті 6 листопада 2020 року Вон написав текст, перебуваючи за ґратами.

## Опис
King Von читає реп з агресивною енергією під «зловісний, фортепіанний дриловий біт». Виконавець детально розповідає про те, як він спокусив дівчину й відвіз її у квартал 6400 на Савт-Кінґ-Драйв, також відомий як «O'Block». Під час цього він зіштовхується з іншим чоловіком, який, за всіма ознаками, є нині загиблим репером FBG Duck, якого Вон знав особисто і який був з ворожого нейборгуду. Ситуація переростає в насилля.

## Відеокліп
Прем'єра відео відбулась одночасно із синглом. У ньому King Von розповідає історію своєму терапевтові, читаючи реп, з вкрапленнями сцен із розповіді. Сцени інтер'єру знято в Лос-Анджелесі.

## Чартові позиції

### Тижневі
| Чарт (2020)                                  | Найвища позиція |
| -------------------------------------------- | --------------- |
| Канада (Canadian Hot 100)                    | 56              |
| Billboard Global 200                         | 94              |
| Нова Зеландія New Zealand Hot Singles (RMNZ) | 18              |
| США (Billboard Hot 100)                      | 47              |
| США (Hot R&B/Hip-Hop Songs) (Billboard)      | 14              |

### Річні
| Чарт (2021)                          | Позиція |
| ------------------------------------ | ------- |
| US Hot R&B/Hip-Hop Songs (Billboard) | 64      |

## Сертифікації
| Регіон                                                      | Сертифікація  | Продажі   |
| ----------------------------------------------------------- | ------------- | --------- |
| Велика Британія (BPI)                                       | Срібний       | 200 000   |
| США (RIAA)                                                  | 3× Платиновий | 3 000 000 |
| продажі+прослуховування, що базуються лише на сертифікаціях |               |           |